# Jesper Tørring

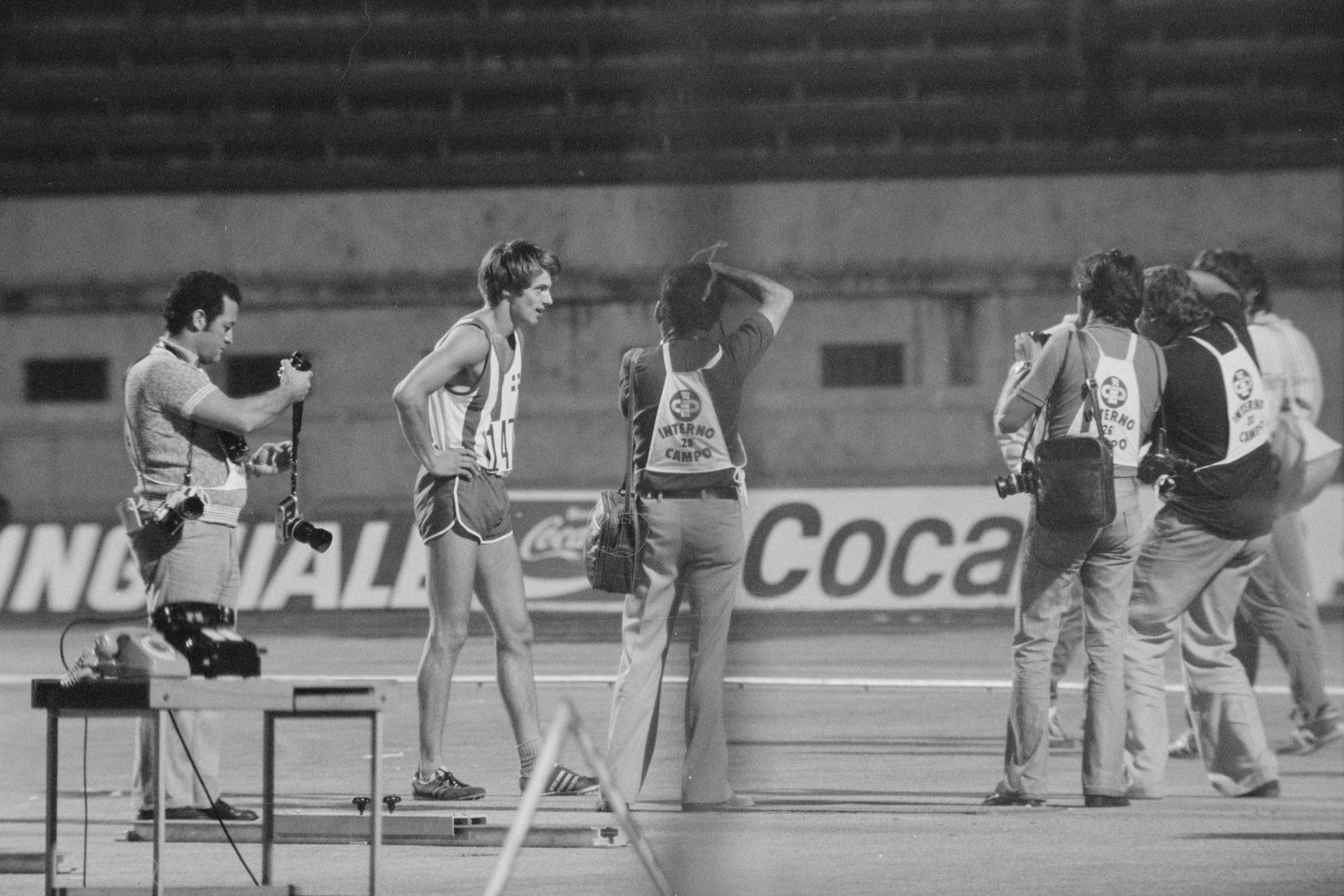
Jesper Tørring bei den Leichtathletik-Europameisterschaften 1974 in Rom

Jesper Tørring (* 27. September 1947 in Randers) ist ein ehemaliger dänischer Leichtathlet. Bei einer Körpergröße von 1,86 m betrug sein Wettkampfgewicht 72 kg.
Jesper Tørring wurde 1974 Europameister im Hochsprung. Er ist der einzige Däne, der bei internationalen Meisterschaften einen Titel in einem Sprungwettbewerb gewinnen konnte.

## Karriere
Bei den Leichtathletik-Europameisterschaften 1969 in Athen belegte Jesper Tørring mit 7,41 Meter den zwölften Platz im Weitsprung. 1971 in Helsinki schied er über 110 Meter Hürden in 14,7 Sekunden im Vorlauf aus. Im Weitsprung reichten 7,52 ebenfalls nicht zur Qualifikation für das Finale. Auch in München bei den Olympischen Spielen 1972 schied er im Hürdensprint bereits im Vorlauf aus, seine Zeit wurde mit 14,50 Sekunden gestoppt. Im Weitsprung blieb er in der Qualifikation ohne gültigen Versuch.
Nachdem er bereits 1972 erstmals Dänischer Meister im Hochsprung geworden war, trat er in den folgenden Jahren international vor allem in dieser Disziplin in Erscheinung. Bei den Leichtathletik-Halleneuropameisterschaften 1974 in Göteborg belegte er mit 2,17 Meter den vierten Platz hinter dem für die Sowjetunion antretenden Litauer Kęstutis Šapka, dem Ungarn István Major und Vladimír Malý aus der ČSSR.
Im Freien bei den Europameisterschaften 1974 in Rom schieden Maly als Dritter, Major als Vierter und der Pole Jacek Wszoła als Fünfter mit 2,19 Meter aus. Tørring und Šapka hingegen sprangen sowohl 2,21 Meter als auch 2,23 Meter im ersten Versuch und beide meisterten 2,25 Meter im zweiten Versuch. Damit waren beide mit dem Flop höher gesprungen als Dick Fosbury bei seinem Olympiasieg 1968. Nachdem sowohl Tørring als auch Šapka an 2,27 Meter scheiterten, gewann Tørring Gold, da Šapka bei 2,17 Meter und bei 2,19 Meter je ein Fehlversuch unterlaufen war.
Bei den Olympischen Spielen 1976 wurde Tørring mit 2,18 Meter Achter. Danach konnte er international keine vorderen Platzierungen mehr erreichen.
Jesper Tørring wurde Dänischer Meister im Hürdensprint in den Jahren 1971 und 1973–1977, im Weitsprung in den Jahren 1969–1977 und im Hochsprung 1972–1973 und 1975–1980. Insgesamt gewann er mit Hallentiteln 33 Dänische Meistertitel.

## Bestleistungen
im Freien
- Hochsprung: 2,25 Meter (1974)
- Weitsprung: 7,80 Meter (1971)

in der Halle
- Hochsprung: 2,18 Meter
- Weitsprung: 7,54 Meter